# Benedictus Figulus
Benedictus Figulus (nom latin de Benedikt Töpfer, né en 1567, mort entre 1617 et 1630) est un alchimiste et paracelsien allemand. Il édita de nombreux traités alchimiques et participa à l'édition des œuvres de Paracelse
Au début des années 1610, il fut chargé par l'imprimeur de Strasbourg Lazare Zetzner de préparer la seconde édition de la grande anthologie alchimique du Theatrum Chemicum, dont il prévoyait prévoyait trois nouveaux volumes, sous un titre passablement mystique : Théâtre d'or tout nouveau et béni, rayonnant des opulentes richesses du présent siècle d'or, rempli des ouvrages jusqu'alors inconnus, des plus excellents philosophes, tant anciens que modernes, traitant de la grande merveille bénie et du miraculeux mystère de la pierre physique et tinctoriale, de sa préparation et de son acquisition.. Mais, inquiété lors des prémices de l'affaire des Rose-Croix lorsque son ami Adam Haselmayer fut arrêté, Figulus dut s'enfuir. 

## Œuvres
- Insignia D. Martini Lutheri, Fürsterus, 1600 sur googlebooks
- Paraphrasis Graeco-Latina Psalmi XXIII Regii propheta Davidis carmine Alcaico expressa: Item Psalmi CIII poetica versio Trilinguis, 1603
- Pandora magnalium naturalium aurea et benedicta de Paracelse, Lazare Zetzner, 1608 sur googlebooks
- Paradisus aureolus hermeticus: fluens nectare et ambrosia, Francfort, W. Richter, 1608
- Rosarium novum olympicum et benedictum, das ist : Ein newer gebenedeyter philosophischer Rosengart, 1608
- Kleine Wundarzney  de Paracelse, 1608
- Golden and Blessed Casket of Nature's Marvels traduit en anglais par Arthur Edward Waite, J. Elliott, 1893, (réédition Kessinger Publishing, 1992 aperç limité sur googlebooks)
- The Hermetic and alchemical writings of Aureolus Philippus Theophrastus Bombast, of Hohenheim, called Paracelsus the Great, traduit par Arthur Edward Waite, J. Elliott and co., 1894 (réédition Kessinger Publishing, 2002, aperçu limité sur googlebooks
- Concerning the True Medicine of the Most Distinguished Man, Alexander Von Suchten traduit par Arthur Edward Waite, Elliott, 1893 (réédition Kessinger Publishing, 2006)
- An Anonymous Treatise Concerning the Philosopher's Stone, Kessinger Publishing, 2005
- The Four Alchemical Degrees in the Regimen of Fire, Kessinger Publishing, 2006
- Book of the Revelation of Hermes Interpreted by Theophrastus Paracelsus Concerning the Supreme Secret of the World, Kessinger Publishing, 2005
- Philosophical Rules Or Canons Concerning the Philosopher's Stone, Kessinger Publishing, 2005
- Corollary Concerning Hyle and the Philosopher's Stone, Kessinger Publishing, 2006
- Man the Best and Most Perfect of God's Creatures, Kessinger Publishing, 2005
- Concerning the Potable Gold of Paracelsus, Kessinger Publishing, 2006
- Certain Verses of an Unknown Writer Concerning the Great Work of the Alchemical Tincture, Kessinger Publishing, 2006
- A Short Admonition to the True Hearted Reader and Son of the Alchemical Doctrine Kessinger Publishing, 2006
- Of the Power, Operation, and Exceedingly Beneficial Use of the Glorious Alchemical Antidote Termed Potable Gold, Kessinger Publishing, 2005